# 王醒之
王醒之（1972年2月16日—）是臺灣無黨籍社會運動人士、環保運動人士、勞工運動者、政治人物，基隆市人，為鄉土文學作家王拓之子。現任守護外木山行動小組召集人、台灣野蠻心足生態協會理事長。曾任春風文教基金會執行長、臺北市產業總工會秘書、中華電信工會北三分會秘書、基隆市偉聯運輸工會秘書、中國時報員工自救會顧問、臺北市政府勞資爭議仲裁委員、中華民國勞動部訴願審議委員、基隆市議會議員。
目前為輔仁大學心理學系兼任助理教授、財團法人春風文教基金會董事長、社團法人基隆市教育關懷協會理事長、左下角工作室負責人、基隆市教育審議委員會委員、勞資爭議獨任調解人、人民火大行動聯盟發起人、基隆市失業勞工保護協會理事、暖暖要幸福行動聯盟召集人（基福公路交通衝擊爭議）、我愛番仔澳灣連線發言人（台電興建卸煤碼頭爭議）。現住基隆市暖暖區。著有文學性繪本《爸爸什麼時候才能回家？》、《希望森林》等書。

## 經歷
就讀輔仁大學期間即參與學運社團。野百合學運的隔年，王醒之與數個學運社團至陽明山中山樓外抗議萬年國會修改《中華民國憲法》。大學畢業後的第一份工作是基隆市偉聯運輸工會秘書，因此認識當時志信運輸貨櫃車駕駛員兼工會常務理事張通賢。2002年8月27日，台灣工運團體聯合發起「827全民反健保調漲大遊行」，遊行隊伍的宣傳車數度衝撞行政院大門，遊行結束後遭行政院控告時任中華民國全國總工會理事長兼親民黨立法委員林惠官、時任勞動黨秘書長唐曙與時任臺北市產業總工會秘書王醒之毀損行政院大門，王醒之抨擊陳水扁政府拿司法來迫害勞工，同日其父王拓回批「不能因為別人告你，就說政府用司法迫害你」，王醒之再回應他希望擔任民進黨立法院黨團黨鞭的父親能偶爾重溫當年為勞工奮鬥的理想。
2004年，進入父親王拓的服務處工作，也在王拓創辦的春風文教基金會（王拓於1996年底成立該基金會並自任董事長）擔任總幹事。
2007年基隆市長補選中，王醒之擔任無黨籍張通賢競選工作室總幹事，並在同年4月4日發表〈致父親王拓的公開信〉批評王拓「不應該廉價地扮演民進黨內的『假改革派』」，王拓則以公開信稱自己不是「假改革派」并称：「你（王醒之）選擇的是藍綠之外的第三條路，我選擇的是留在民進黨繼續改革。……我始終相信，民進黨仍然是現階段最進步的政治改革力量。」2007年11月15日，人民火大行動聯盟公布立法委員候選人名單，推薦王醒之以台灣綠黨代表參選基隆市立法委員選舉區，但最終未當選。2008年1月7日，基隆市長張通榮拜訪基隆市4位區域立法委員候選人（謝國樑、游祥耀、王醒之、呂貞中）之競選總部，王醒之表示，選後願意做基隆市政府的後盾，積極與基隆市政府一起向中央政府討回中央政府積欠基隆市政府的「商港建設費」120億元。
2008年3月13日，王醒之、何燕堂、賴香伶、郭明珠、蘇雅婷、柯逸民與莊妙慈發起「我的一票，拒投馬謝」，表態在2008年中華民國總統選舉中拒絕投票給國民黨總統候選人馬英九與民進黨總統候選人謝長廷同年8月21日，王醒之随人民火大行動聯盟群眾赴民進黨抗議，要求民進黨主席蔡英文追討「阿扁（陳水扁）集團」之不法財產，清查民進黨執政期間所有公職人員的不法所得。
2011年4月，人民火大行動聯盟基隆辦公室官方刊物《打火石》創刊，王醒之擔任編輯。

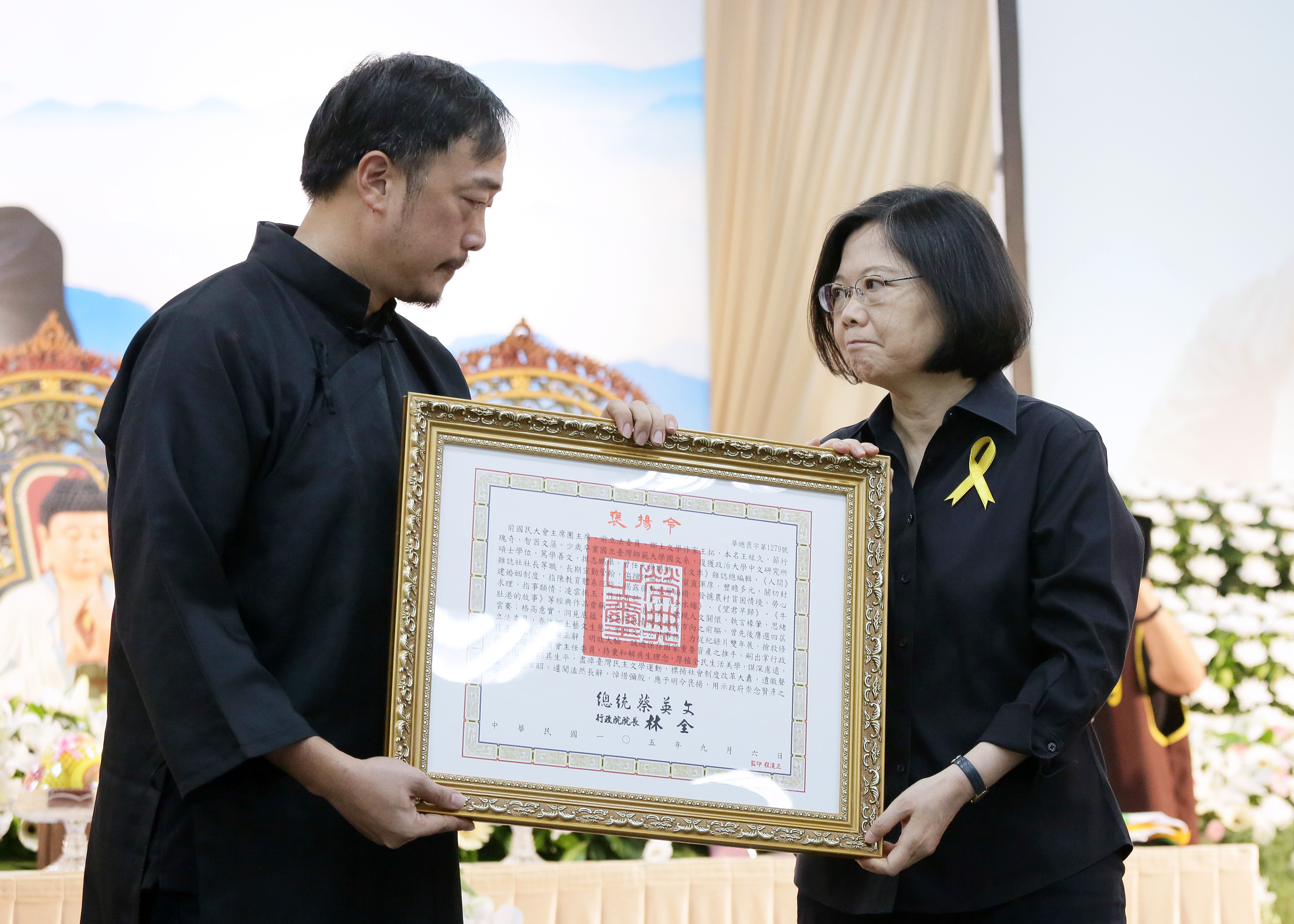
王醒之（左）從蔡英文（右）手中接下王拓褒揚令

2016年3月，王醒之在基隆市成立“左下角工作室”，發行《走讀暖暖》社區報、成立防跌工班實驗社區換工等以推動社區工作。。同9月6日父親王拓舉辦公祭，王醒之從總統蔡英文手中接下王拓褒揚令。10月，與暖暖要幸福聯盟等環保團體反對台灣自來水公司為興建物料倉庫在暖暖水源地濫伐樹木，發起「把樹種回去」活動，台灣自來水公司董事長郭俊銘赴基隆市宣布不蓋倉庫。2017年6月22日，王醒之疑因關注「暖暖翠湖」保護區被違法濫墾案而在辦公室遭歹徒暴力襲擊。
2018年九合一選舉，王醒之以無黨籍參選基隆市第六選區市議員，當選。2022年九合一選舉，王醒之不競選連任基隆市議員，交棒給子弟兵陳冠羽參選。。
2021年與全國性環境團體、時代力量基隆黨部、台灣綠黨北北基黨部、以及多個在地團體共同籌組守護外木山行動小組，並擔任擔任召集人，關注台電協和電廠第四天然氣接收站填海造地錯誤選址於基隆港嘴衝擊基隆港市與海洋環境。後於2022年六月發動基隆護海公投，為基隆市第一個地方性公民投票。第一階段提案連署達標後2023年四月遭行政院撤銷。
2023年7月，為協和四接之黑箱環評爭議，宣布以無黨籍投入基隆區域立委選舉，未能當選。
2025年8月，參加時代力量所舉辦的「政是我們的時代」政治培力營，擔任教師。

## 選舉紀錄
| 年度 | 選舉屆數               | 選舉區               | 所屬政黨 | 得票數 | 得票率 | 當選標記 | 備註 |
| ---- | ---------------------- | -------------------- | -------- | ------ | ------ | -------- | ---- |
| 2008 | 第七屆立法委員選舉     | 基隆市立法委員選舉區 | 台灣綠黨 | 3,426  | 2.35%  |          |      |
| 2014 | 第十八屆基隆市議員選舉 | 基隆市第六選舉區     | 無黨籍   | 1,703  | 9.02%  |          |      |
| 2018 | 第十九屆基隆市議員選舉 | 基隆市第六選舉區     | 無黨籍   | 4,140  | 21.20% |          |      |
| 2024 | 第十一屆立法委員選舉   | 基隆市立法委員選舉區 | 無黨籍   | 37,260 | 17.67% |          |      |

## 外部鏈結
- 王醒之的Facebook專頁（繁體中文）